# Polana Owczarska
Polana Owczarska (1044–1054 m n.p.m.) – polana w południowo-zachodniej Polsce, w południowo-zachodniej  części Gór Bialskich w Sudetach Wschodnich.
Polana w masywie szczytu Sucha Kopa, pomiędzy szczytem a Przełęczą Suchą.